# Zonnepark Tweede Exloërmond
Het Zonnepark Tweede Exloërmond is gelegen in Tweede Exloërmond in de Nederlandse provincie Drenthe. Het park beslaat een oppervlakte van ca 1,7 hectare en bestaat uit 4.500 zonnepanelen. Het park is opgezet door GroenLeven en levert sinds 2015 elektriciteit aan het net en zal jaarlijks 0,82 GWh aan energie leveren. Dit zonnepark is het eerste zonnepark van Nederland met een oost-westopstelling. Het Zonnepark was ook de eerste van Drenthe met een agrarische dubbelfunctie: zo zijn er regelmatig varkens aan het grazen onder de zonnepanelen.

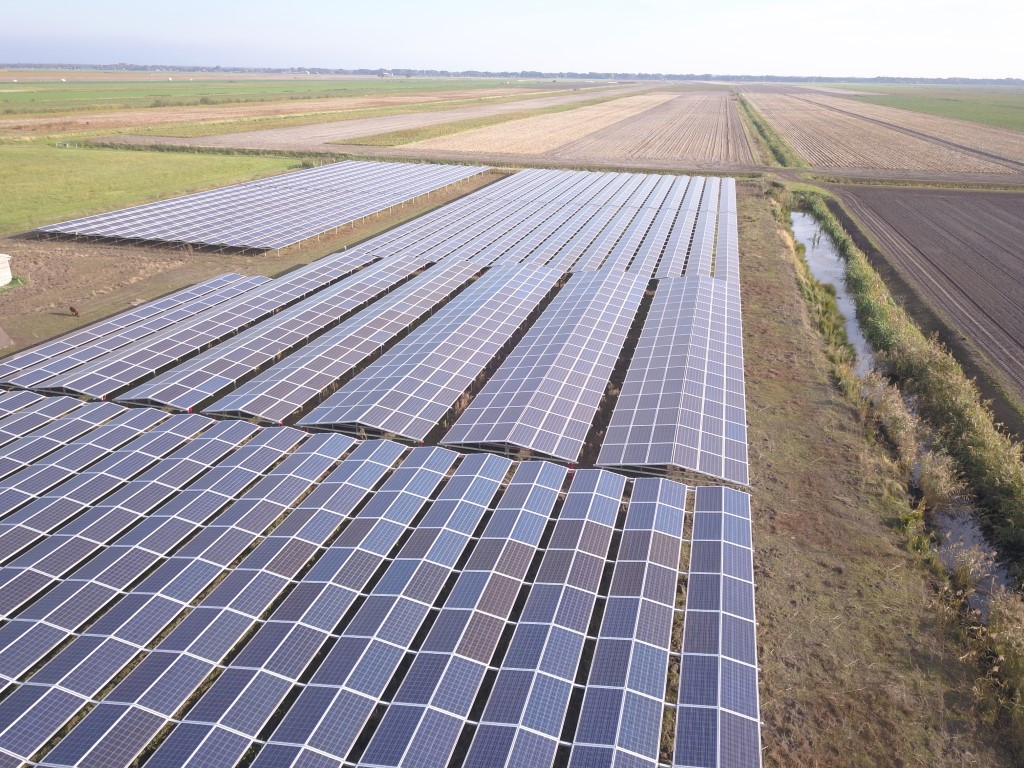
Drone foto met verschillende aantallen panelen op oost en west kant